# Герасимчук Давид Іванович
Давид Іванович Герасимчук (1916—1978) — підполковник Радянської армії, учасник Другої світової війни, Герой Радянського Союзу (1945).

## Біографія
Давид Герасимчук народився 15 травня 1916 року в селі Великий Острожок (нині — Хмільницького району Вінницької області) в селянській родині. Проживав у Тбілісі. Закінчив сім класів середньої школи, після чого працював у шевській майстерні затяжчиком взуття. У 1936 році призваний на службу в Робітничо-селянську Червону армію. Проходив службу в окремому ескадроні зв'язку 17-й гірничо-кавалерійської дивізії Закавказького військового округу. У 1939 році закінчив курси удосконалення командного складу, після чого командував взводом кінної розвідки 134-ї й 214-ї стрілецьких дивізіях Харківського військового округу. 
З червня 1941 року — на фронтах Другої світової війни. Пройшов шлях від командира взводу до командира полку. Брав участь у боях на Північно-Західному, Західному, Сталінградському, Брянському, Калінінському, 1-му Прибалтійському, 3-му Білоруському фронтах. У 1942 році Герасимчук закінчив прискорений курс Військової академії імені Фрунзе. В боях три рази був поранений. Брав участь у боях у Псковській та Калінінській областях у 1941 році, битві за Москву, Сталінградській і Курській битвах, Городоцькій, Білоруській, Східно-Прусській, Кенігсберзькій операціях. До квітня 1945 року гвардії підполковник Давид Герасимчук командував 88-м гвардійським стрілецьким полком 33-ї гвардійської стрілецької дивізії 43-ї армії 3-го Білоруського фронту. Відзначився під час взяття Кенігсберга.
Полк Герасимчука в квітні 1945 року першим у дивізії прорвав ворожу оборону і досяг околиць Кенігсберга. 9 квітня, відбивши кілька німецьких контратак, полк оволодів у вуличних боях двадцятьма кварталами. Герасимчук у тих боях особисто знищив кілька солдатів і офіцерів противника.
Указом Президії Верховної Ради СРСР від 29 червня 1945 року за зразкове виконання бойових завдань командування на фронті боротьби з німецькими загарбниками і проявлені при цьому мужність і героїзм гвардії підполковник Давид Герасимчук удостоєний високого звання Героя Радянського Союзу з врученням ордена Леніна і медалі «Золота Зірка» за номером 8614.
Після закінчення війни Герасимчук продовжив службу в Радянській Армії, був офіцером Рязанського районного військового комісаріату, потім військовим комісаром Маріупольського районного військового комісаріату. Надалі служив у Київському та Закавказькому військових округах. У 1957 році Герасимчук був звільнений у запас. Проживав і працював у Сухумі, потім переїхав у місто Бердичів Житомирської області. Помер 27 квітня 1978 року, похований у Бердичеві.
Також нагороджений трьома орденами Червоного Прапора, орденами Вітчизняної війни 1-го ступеня і Червоної Зірки, а також низкою медалей.